# National Anthem
«National Anthem» (en español: «Himno nacional») es una canción de la cantante y compositora estadounidense Lana Del Rey, incluida en su segundo álbum de estudio, Born to Die (2012). Compuesta por Del Rey, The Nexus y Justin Parker, la produjeron Emile Haynie y Jeff Bhasker. Se lanzó como quinto sencillo del álbum el 8 de julio de 2012 bajo el sello Interscope. La canción combina géneros como el hip-hop alternativo, el pop rock y el indie pop, con letras que abordan temas como el dinero, el sexo y la codicia corporativa.
La crítica elogió la interpretación melancólica de Del Rey y destacó las influencias de hip-hop en ciertos versos. En las listas musicales, la canción tuvo un desempeño moderado: alcanzó el puesto 40 en la Ultratop de Flandes (Bélgica), el 92 en la UK Singles Chart (Reino Unido) y el 152 en la lista francesa del Syndicat National de l'Édition Phonographique.
El videoclip oficial, dirigido por Anthony Mandler, se estrenó el 27 de junio de 2012. En él, Del Rey interpreta a Marilyn Monroe y Jacqueline Onassis, mientras que el rapero A$AP Rocky personifica al presidente John F. Kennedy, esposo de Onassis. El video recrea momentos románticos, festivos e íntimos de la familia Kennedy, incluyendo escenas con amigos y sus tres hijos pequeños, inspiradas en grabaciones caseras reales. En enero de 2015, la revista Billboard clasificó el videoclip de National Anthem como el octavo mejor de la década de 2010.

## Composición y promoción
«National Anthem» es una canción que combina géneros como el hip-hop alternativo, el pop rock y el indie pop, escrita por Lana Del Rey, The Nexus y Justin Parker. Parker ya había colaborado con Del Rey en otras canciones, como «Video Games» y «Born to Die». La pista se filtró en internet el 5 de enero de 2012, cuando aún no se había confirmado su inclusión en el álbum Born to Die. El 19 de junio de 2012, Del Rey reveló la portada del sencillo y anunció su lanzamiento para el 8 de julio del mismo año. La canción tiene un ritmo tranquilo, con elementos de guitarra, teclado y suaves percusiones. Según la partitura publicada en Musicnotes.com por Alfred Publishing, «National Anthem» tiene un tempo de 85 pulsaciones por minuto y está compuesta en la tonalidad de Mi bemol mayor. El rango vocal de Del Rey abarca desde la nota G3 hasta la Bb4.
El 3 de marzo de 2012, Del Rey interpretó la canción en el teatro El Rey Theatre de Los Ángeles, California. También la presentó en un concierto en Madrid, España, y en julio del mismo año la cantó en el festival Super Bock Super Rock en Portugal. Además, la incluyó en su repertorio durante el iTunes Festival en Londres. Ese mismo año, Del Rey participó en el evento Hackney Weekend, organizado por BBC Radio 1, donde la interpretó en un set de siete canciones. En noviembre de 2013, la cantó en su show en Belo Horizonte, Brasil, así como en el Festival Planeta Terra en São Paulo (9 de noviembre) y en el Citibank Hall de Río de Janeiro (10 de noviembre). Durante su gira por México, también la interpretó en el Pepsi Center. También formó parte del repertorio oficial de las giras Born to Die Tour y Paradise Tour, que recorrieron América del Norte, Europa y Oceanía.

## Recepción

### Comentarios de la crítica
En general, «National Anthem» recibió críticas positivas por parte de los especialistas. Robert Copsey, del sitio web británico Digital Spy, calificó la canción con cinco estrellas, y afirmó que «hay una profunda tristeza bajo la impresionante sección de cuerdas y las bases de hip-hop, pero es el fugaz destello del coro eufórico lo que te hará volver [a escucharla]».Kia Makarechi, del periódico estadounidense The Huffington Post, destacó que los productores de la canción, Emile Haynie y Jeff Bhasker, son «dos maestros con currículos ricos en producciones de hip-hop y rap». Mientras que Kyle Anderson, de Entertainment Weekly, señaló que la melodía de la canción «no combina con el rap».
Bill Lamb, del sitio About.com, admiró la canción, al decir que «la letra parece perderse en una mezcla confusa de dinero, sexo y codicia corporativa, pero es el arreglo emocionante y elegante lo que solidifica el punto de vista de la canción como una crítica inteligente a una sociedad tan confusa como estas palabras». Por su parte, Alex Denney, de la revista NME, observó que la pista presenta «bases desafortunadas» con una «seducción impecable», y la comparó con «Video Games». En cambio, el sitio estadounidense Sputnikmusic afirmó que la canción es «muy pegajosa», pero que «líricamente, es un desastre, una colección de frases que no significan nada». Según Katy Freitas, de Território da Música, la voz de la cantante suena «grave, un poco deprimida, algo sombría, y canta sobre un estilo de vida moderno y algo caótico».

### Rendimiento comercial
Tras su lanzamiento, «National Anthem» debutó en las listas musicales a través de la lista belga Ultratop (Flandes). La canción hizo su entrada un día después de su lanzamiento oficial, que ocurrió el 8 de julio de 2012. El sencillo alcanzó la posición 37 en Estados Unidos. En Francia, el tema llegó al puesto 152 en la lista de la SNEP, donde permaneció solo una semana. También debutó en la lista UK Singles Chart, publicada por la empresa británica Official Charts Company (OCC), en la semana del 21 de julio, en el número 96, dónde logró posteriormente la posición 92.
| Países (2012)                               | Posición más alta |
| ------------------------------------------- | ----------------- |
| Bélgica (Flandes) (Ultratip Bubbling Under) | 40                |
| Estados Unidos (Billboard Hot 100)          | 25                |
| Francia (SNEP)                              | 152               |
| Reino Unido (UK Singles Chart)              | 92                |
| Estados Unidos (Rock Songs) (Billboard)     | 37                |

## Vídeo musical
El vídeo musical de National Anthem, el cual dura más de ocho minutos, ha sido realizado por Anthony Mandler. En una entrevista con la estación de radio británica BBC Radio 1, Lana Del Rey explica que este vídeo es el más bonito que ha hecho. La cantante también admitió que eligió personalmente a ASAP Rocky para interpretar a su amante. Las razones de su elección fueron «él es perfecto para este papel». El rapero dijo en una entrevista con la revista norteamericana Billboard que nunca había oído hablar de Del Rey en la web y que le gustaba su voz, pero que nunca la había conocido. Sin embargo después de enterarse de que le había nombrado como su rapero favorito en una entrevista con el periódico Complex insistió en trabajar con ella.
El vídeo fue rodado en mayo de 2012. El 26 de junio de 2012 Del Rey divulgó dos imágenes del vídeo a través de su cuenta de Facebook. El mismo día dio a conocer un fragmento del vídeo a través de su cuenta de Twitter. El vídeo fue finalmente estrenado dos días más tarde, el 28 de junio de 2012, en la cuenta de VEVO de la cantante.

### Sinopsis
El vídeo muestra el romance entre Jacqueline Kennedy y el difunto presidente de los Estados Unidos, John F. Kennedy representados respectivamente por Lana del Rey y el rapero americano ASAP Rocky. La primera escena, en blanco y negro, muestra a Del Rey vistiendo un largo vestido blanco y cantando «Happy Birthday, Mr.President» esto hace referencia al episodio que se produjo en 1962, en el que la actriz Marilyn Monroe interpretó esta canción para el presidente.
El vídeo sigue en color y agrupa diferentes momentos románticos, festivos e íntimos de la Familia Kennedy. Tres niños estuvieron presentes en el vídeo para recrear momentos reales vividos por la familia. El vídeo termina con una recreación del Asesinato de John F. Kennedy en Dallas en el que Del Rey lee un monólogo escrito por Jacqueline explicando su relación con Kennedy.

### Recepción
El vídeo fue bien recibido por la crítica. James Montgomery, del canal de televisión MTV dijo que el video está cargado de un mensaje tanto social como político. Asimismo explicó que se trata de una fiel representación del amor entre dos personas, alabando incluso la dirección llevada por Anthony Mandler. Del mismo modo Tyler K. McDermott, de la revista musical Billboard, comentó que tanto Del Rey como Rocky interpretan a sus personajes exhalando una química natural entre los dos con besos furtivos en varios puntos del vídeo.
La revista Rolling Stone lo califica de «cinematográfico» y en realidad lo es puesto que cuenta la historia de lo que parecía ser una familia feliz, viviendo la vida en plenitud, de corta duración y trágico final.
Kia Makarechi en su artículo para el The Huffington Post señala que el vídeo no tiene referencia política —exceptuando el hecho de que la canción se llame «National Anthem»— o hacia JFK, simplemente tiene una referencia hacia un «hombre guapo y rico». Además añade que el hecho de utilizar a ASAP Rocky en el vídeo es «interesante».

## Créditos
- Lana Del Rey — Voz, composición.
- The Nexus — Composición, producción vocal.
- Justin Parker — Composición.
- Emile Haynie — Producción, batería, teclado.
- Jeff Bhasker — Producción adiciona, teclados adicionales, guitarra.
- James Bauer-Mein, David Sneddon, Emilie Bauer-Mein — Coros.
- Larry Gold, Dan Heath — Cuerdas, dirección
- Steve Tirpak — Asistencia de cuerdas.
- Manny Marroquin — Mezclas.
- Erik Madrid, Chris Galland — Asistente de mezclas.